# Julius Gipkens

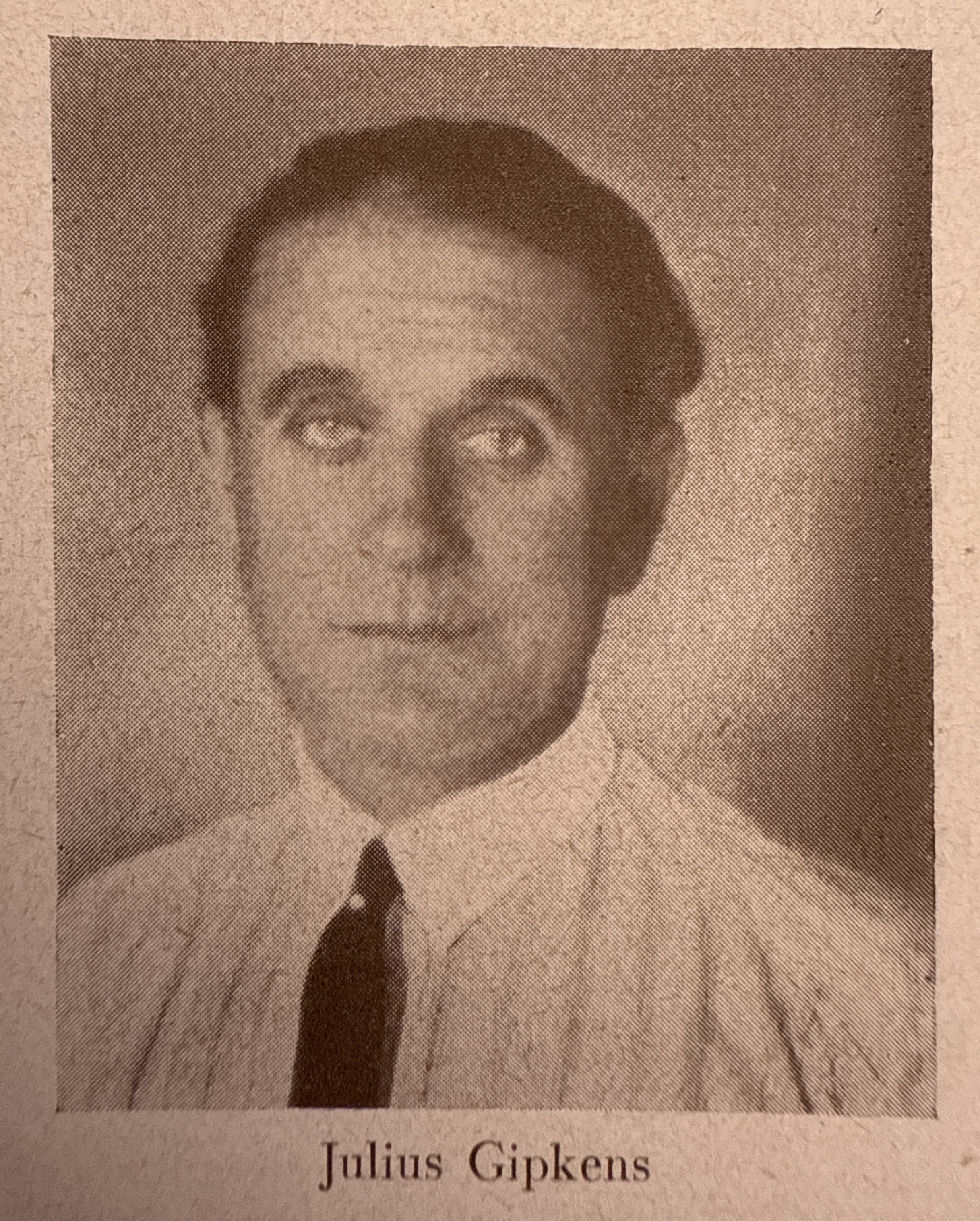
Julius Gipkens aus einem Foto von 1924

Julius Emil Friedrich Gipkens (* 16. Februar 1883 in Hannover; † 19. April 1962 in Luzern) war ein deutscher Graphiker, Zeichner und Maler, der vor allem als Werbegrafiker und Plakatkünstler erfolgreich war. Seine Werbeagentur entwarf den Sarotti-Mohr.

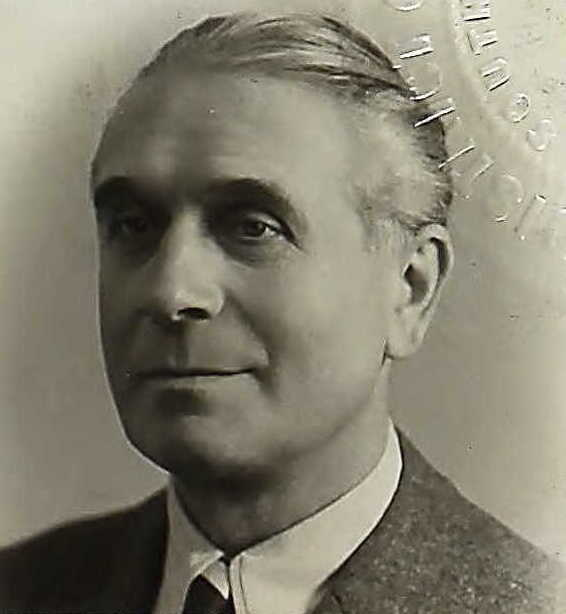
Julius Gipkens im Jahr 1943

## Leben
Nach einer kaufmännischen Ausbildung begann Gipkens früh autodidaktisch mit kunstgewerblichen Arbeiten. Zunächst dekorierte er in Berlin Schaufenster und gestaltete Ausstellungen. Für das Hohenzollern-Kunstgewerbehaus in Berlin realisierte er Werbedrucksachen und Plakate. Er zeichnete für verschiedene Zeitschriften, unter anderem für den Simplicissimus. Er war Mitglied des Deutschen Werkbundes. Er entwarf innovativ gestaltete Werbeplakate, so 1907 für die Schuhfirma Leiser oder 1913 ein Plakat mit einem einzelnen Kohlebrikett für die Firma Kaiser. Um 1910 eröffnete er sein eigenes Grafik-Atelier in Berlin-Schöneberg.
Im Ersten Weltkrieg gestaltete er Werbeplakate für Kriegsanleihen oder für die Ausstellung Deutsche Kriegsbeute (1917). In der Zeit der Weimarer Republik entwarf er Werbegraphiken und Verpackungen für Zuntz, Stollwerck, Sarotti, Riquet und Garbáty. Er entwarf Motive für Dekorationsstoffe und Tapeten. Er schuf eine Reihe von Graphiken für Bucheinbände. Mehrere Schriftarten wurden nach seinen Entwürfen geschnitten, zum Beispiel Femina (1913) für die Bauersche Gießerei.
Er heiratete am 21. April 1911 Gertrud Gipkens und ließ sich später wieder von ihr scheiden. 
Julius Gipkens hatte mehrere Kinder. Bekannt sind sein Sohn Peter, geb. am 11. August 1911 in Berlin sowie Tochter Susy, geb. am 18. Dezember 1915 in Berlin. Es gab noch eine Tochter Pat (Yelin), über die nichts weiteres bekannt ist.
1933 emigrierte Julius Gipkens in die USA und wurde 1944 unter dem Namen Julian Frederick Gipkens eingebürgert. Er lebte überwiegend in Los Angeles. Über sein weiteres Leben ist wenig bekannt. Er verstarb während eines Aufenthalts im Kurhaus Sonnmatt in Luzern; seine Asche wurde auf seinen Wunsch hin im Vierwaldstättersee verstreut.